# Boris Popovič

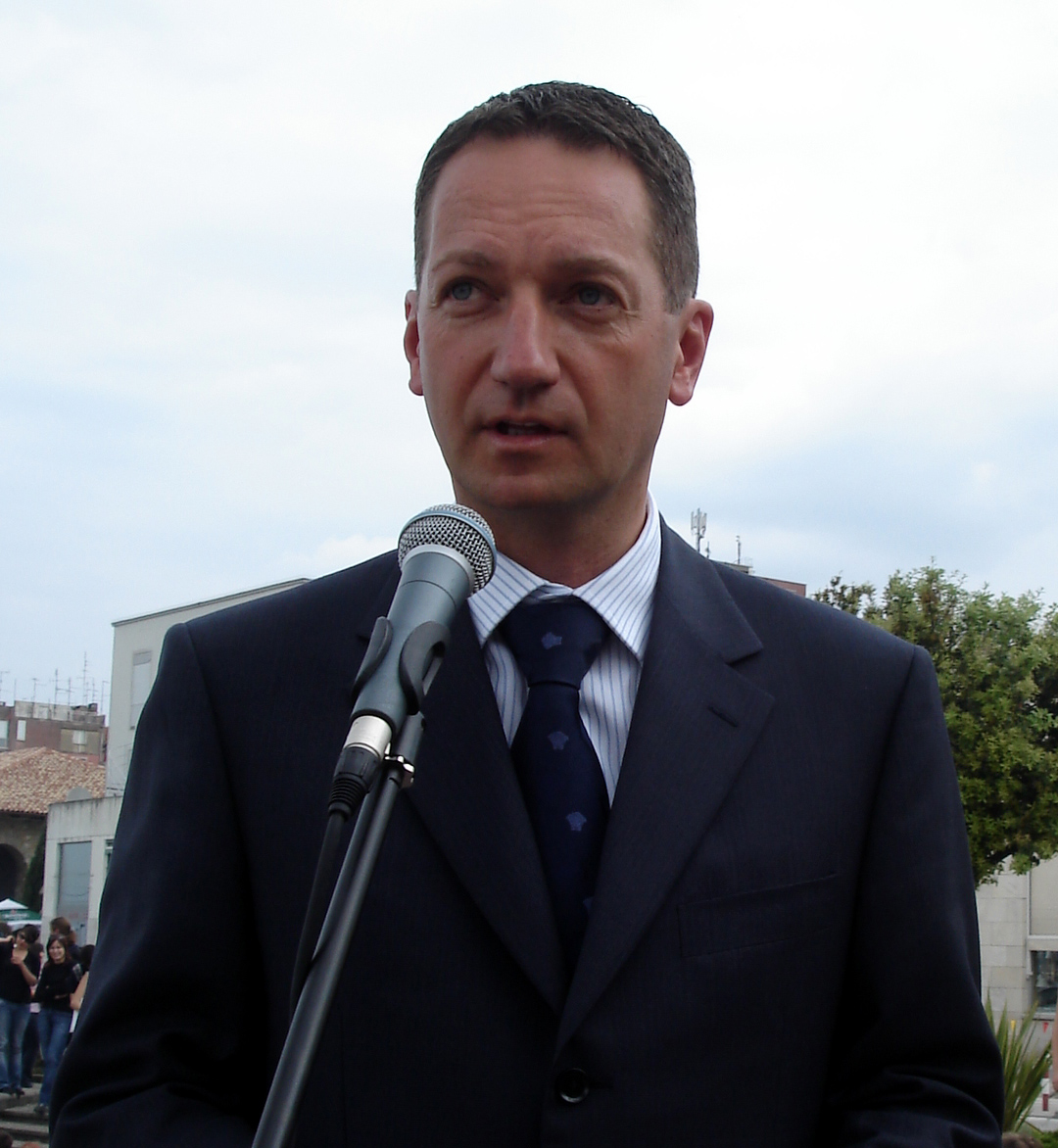
Boris Popovič (2006)

Boris Popovič (* 5. September 1962 in Koper, Jugoslawien) ist ein slowenischer Politiker und Unternehmer.
Popovič absolvierte das Gymnasium in Koper und schrieb sich anschließend an der Fakultät für Maschinenbau in Ljubljana ein. Er schloss das Studium nicht ab, sondern übernahm die Leitung des Familienunternehmens. Er spielte beim FC Koper Fußball und errang Titel im Motorsport.
Bei den Kommunalwahlen 2002 wurde er zum Bürgermeister der Stadt Koper gewählt.
Popovič trat sein Amt am 19. Dezember 2002 an. 2006 und 2011 wurde er im Amt bestätigt.